# Edwardsiana salicicola
Edwardsiana salicicola är en insektsart som först beskrevs av Edwards 1885.  Edwardsiana salicicola ingår i släktet Edwardsiana och familjen dvärgstritar. Arten är reproducerande i Sverige. Inga underarter finns listade i Catalogue of Life.